# 奴役：奧德賽西遊
《奴役：奧德賽西遊》（又译作）是一款2010年的动作冒险游戏，由Ninja Theory开发，万代南梦宫游戏发行。游戏于2009年以《奴役》为标题公布，并于2010年10月在PlayStation 3和Xbox 360上发售。本作改编自中国古典小说《西游记》，故事背景设定在150年后的未来，地球在全球大战后化为后末日世界。用于战争的机器到处肆虐，只有少数人类幸存下来。游戏讲述了主角猴子（Monkey）从失事的飞船中逃脱后，被迫护送三藏（Trip）返回家乡的故事。玩家扮演猴子，在第三人称视角下使用棍棒与敌人战斗，挑战平台动作并解决谜题。
《奴役》最初的定位是一部CGI电影。开发团队在中止《天剑》的续作的开发后，开始开发本作。游戏背景设定的灵感来源于纪录片《人類消失後的世界》，游戏中两位主角之间的互动则受到游戏《ICO》的启发。亚历克斯·加兰受邀撰写游戏的故事，并最终参与游戏的设计以确保设计的一致性。安迪·瑟克斯和林赛·肖负责提供游戏的动作捕捉，尼汀·索尼创作了配乐。开发团队使用虚幻引擎3制作本作。
《奴役：奥德赛西游》获得了评论家们的普遍好评，他们称赞了游戏的画面、世界设计、瑟克斯的表演和加兰的剧本，但本作因玩法和技术缺陷而受到批评。游戏遭遇了商业失败，销量未达万代南梦宫的预期。单人可下载内容「八戒的满分女人」（Pigsy's Perfect 10）于2010年11月发布。包含所有可下载内容的完整版于2013年10月25日在PlayStation 3和Windows上推出。游戏原计划推出续作，但因商业表现不佳而被取消。